# NGC 981
NGC 981 je galaksija u zviježđu Kit.

## Vanjske poveznice
- SEDS: NGC 981